# Raz-de-marée de la Toussaint en 1570
Pour les articles homonymes, voir Inondation de la Toussaint.

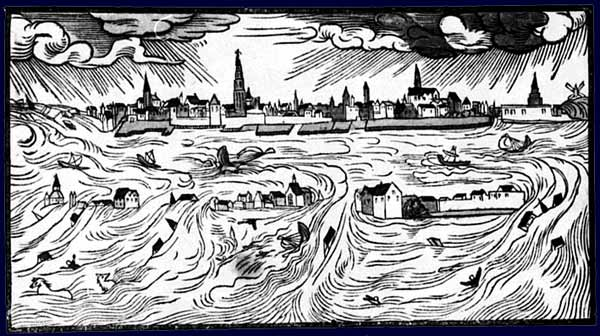
L'inondation de la Toussaint 1570 dans la région d'Anvers, vue par Hans Moser.

Le raz-de-marée de la Toussaint (en néerlandais Allerheiligenvloed) a eu lieu en Hollande, Zélande et Flandre le 1er novembre 1570, jour de la Toussaint. Elle a vraisemblablement causé plus de 20 000 morts. Parmi les villes touchées, on peut citer Egmond, Berg-op-Zoom et Saeftinghe.
Une tempête d'équinoxe d'une longue durée fit monter le niveau d'eau à une hauteur exceptionnelle, dépassant largement celle de l'inondation de 1953. Plusieurs digues des côtes hollandaises et zélandaises furent brisées, causant d'énormes inondations et dégâts. Le nombre total de morts a dû dépasser les 20 000 personnes, dont au moins 3 000 en Frise et Groningue. Les données exactes ne sont pas connues. Plusieurs dizaines de milliers de personnes perdirent leurs maisons, le bétail fut emporté par les crues et les provisions hivernales anéanties. L'impact de la tempête a été la disparition des îles de Wulpen dans l'Escaut occidental et de celle de Bosch dans la Mer des Wadden, ainsi que la création du pays inondé de Saeftinghe.

## Îles et localités disparues
- La plus grande partie de l'île de Bosch de la Mer des Wadden, notamment le village de Cornsant.
- Ce qu'il restait encore de l'île de Wulpen, située devant la côte de la Flandre zélandaise, avec les villages d'Avenkerke ou Brielle, Westende, Wulpen et Runckendorp.
- L'île de Koezand située dans l'embouchure de l'Escaut occidental.
- Moggershil, village situé sur une petite île à l'ouest de Tholen.
- Klaaskinderkerke, situé sur l'île de Schouwen.

## Source
- (nl) Cet article est partiellement ou en totalité issu de l’article de Wikipédia en néerlandais intitulé « Allerheiligenvloed (1570) » (voir la liste des auteurs).